# Solno (Bartoszyce)
Pour les articles homonymes, voir Solno.
Solno est un village polonais de la voïvodie de Varmie-Mazurie, dans le powiat de Bartoszyce.